# Эхоическая память

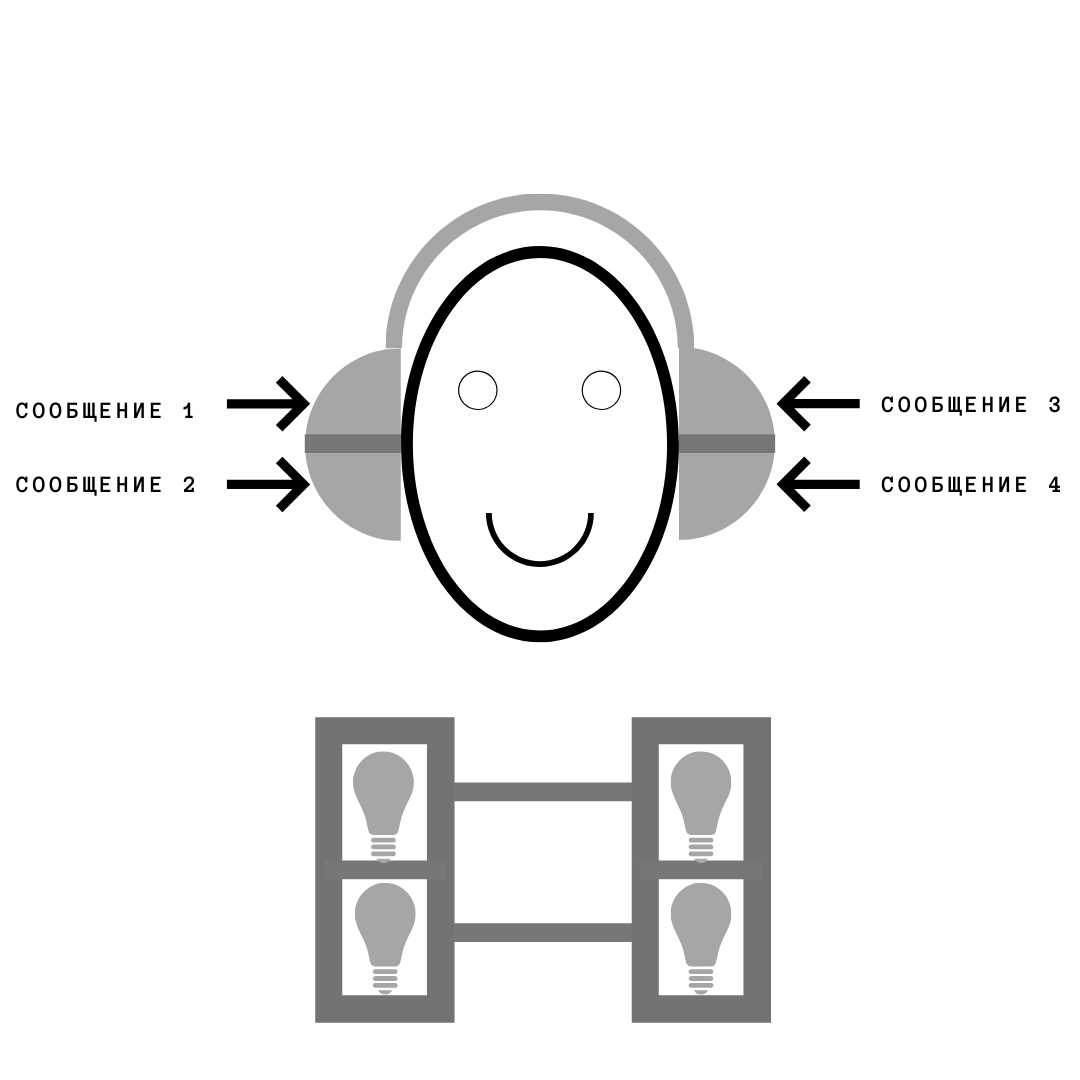
Схема установки бинаурального предъявления стимулов

Эхоическая память (лат. ēсhō от греч. ἠχώ — эхо, отражение звука) — слуховая сенсорная память, образы которой сохраняются в течение короткого промежутка времени (возможно, 2-3 секунды) после краткого слухового стимула.
Благодаря эхоической памяти возможны такие функции как, например, распознавание речи или локализация звука в пространстве.

## История исследований

### Ульрих Найссер
Термин «Эхоическая память» был введён американским психологом У. Найссером в его работе «Когнитивная психология» в 1967 году.
Найссер назвал «эхоической памятью» сенсорную слуховую память, а «иконической» — зрительную. В эхоическом хранении, как и в иконическом, необработанная сенсорная информация сохраняется с высокой точностью в течение очень короткого времени (не более 1 с в иконическом регистре и не более 3 с в эхоическом).

### Эксперимент Морея
Одними из первых свойства эхоической памяти продемонстрировал Н. Морей с сотр. в 1965 году. Испытуемые в этом эксперименте выступали в роли «четырёхухих» людей, то есть они прослушивали одновременно четыре сообщения, поступавших по отдельным каналам. Н. Морей взял за основу эксперимент Дж. Сперлинга и повторил его в слуховой модальности.
Для этого эксперимента были сконструированы специальные наушники, которые подавали сообщения одновременно на оба уха (бинауральные предъявление звуковых стимулов). Каждое сообщение представляло собой четыре изолированных буквы. Испытуемый должен был дать частичный отчёт о прослушанном сообщении в зависимости от того, какая лампочка загоралась на пульте спустя некоторое время после предъявления стимулов. Полученные результаты оказались сопоставимы с результатами, полученными Дж. Сперлингом для иконической памяти. Различие оказалось во временном интервале, в течение которого информация оставалась доступной в полном объёме: для эхоической памяти он оказался значительно больше. Количество правильно воспроизведённых букв при частичном отчёте приближалось к показателю полного отчёта не через 1 с, что характерно для зрительной модальности, а через 3 с.

## Эффекты модальности
Тот факт, что звуковая информация дольше хранится в сенсорном регистре, чем зрительная, имеет ряд последствий. Их называют эффектами модальности. Например, при предъявлении звуковой информации эффект края выражен сильнее, чем при предъявлении визуальной.

### Воспроизведение последнего в ряду стимула
Одним из наглядных примеров эффектов модальности является краевой эффект. Он заключается в том, что воспроизведение последнего в ряду стимулов в слуховой модальности гораздо лучше, чем в зрительной. Это объясняется тем, что в эхоической памяти последние элементы звучат какое-то время наподобие эха. В этой части концепция эхоической памяти пересекается с концепцией компоненты фонологического (артикуляционного) цикла модели рабочей памяти Алана Бэддели, предложенной Аланом Бэддели (Alan Baddeley) и Грэмом Хитчем (Graham Hitch) в 1974 году. При этом роль «эха» в модели Алана Бэддели играет «артикуляционная компонента перезаписи» (артикуляционная петля).  В зрительной сенсорной памяти подобного эха нет, и потому время хранения в иконической памяти меньше, чем в эхоической.

### Воспроизведение после предъявления с большой скоростью
При высокой скорости предъявления стимулов различия между воспроизведением в зрительной и слуховой модальности выражены сильнее. Так как при большой скорости интервал между предъявлением элемента и его припоминанием короче, чем при малой, времени для угасания следов меньше. Это даёт явное преимущество эхоической памяти, так как в момент воспроизведения ряда стимулов в эхоической памяти находится больше элементов. При этом скорость предъявления не влияет на время удержания в иконической памяти. Таким образом, высокая скорость предъявления стимулов даёт преимущество слуховой модальности перед зрительной.

## Эхоическая интерференция
Эхоическая интерференция — это явление, при котором новые звуки могут в некоторой степени маскировать или уменьшать длительность хранения звуков, предъявленных ранее. Это явление подобно стиранию в иконической памяти, однако в данном случае это стирание неполное.

### Эффект приставки
Эффект приставки (эффект суффикса) является классическим примером эхоической интерференции. Он заключается в том, добавление приставки к ряду стимулов мешает его припоминанию.
В типичном эксперименте испытуемому предъявляются 6—10 слуховых стимулов. За этими стимулами последним в ряду следует заранее известный «суффикс»(«приставка»). В данном случае это слово «нуль». В контрольном условии вместо суффикса в начале ряда предъявляется префикс (например, тот же «нуль»). Полученные данные говорят о том, что успешность воспроизведения элементов, стоящих перед суффиксом снижается.
Эффект приставки объясняется тем, что сама приставка мешает сохранению эхоических следов. Звук, который испытуемый слышит при произнесении слова «нуль», разрушает информацию, которая уже находилась в эхоической памяти и могла бы помочь припоминанию элементов ряда. При наличии приставки процент верного воспроизведения ряда стимулов снижается до уровня, соответствующего вспоминанию при зрительном предъявлении ряда.
Степень интерференции, создаваемой приставкой, может варьироваться в зависимости от её соотношения с предшествующими звуками. Например, в случае, если ряд элементов зачитывает мужской голос, а приставку — женский, то эффект приставки будет выражен слабее, чем если и ряд, и приставка зачитываются одним и тем же голосом. Таким образом, можно предположить, что в тех случаях, когда приставка отличается по звучанию от элементов списка, создаваемая ею интерференция выражена слабее.

## Альтернатива модели эхоической памяти
Р. Краудер, оценив накопленные к концу 1970-х годов экспериментальные данные, писал, что в целом все они соответствуют модели эхоической памяти, хотя только их недостаточно для того, чтобы окончательно принять эту модель. Многие авторы не согласились с этим утверждением. В качестве основного аргумента выступает тот факт, что оценки продолжительности эхоического хранения иногда различаются между собой на два порядка.
Одной из основных альтернатив модели эхоической памяти на сегодняшний день являются представления, близкие идеям гештальтпсихологии. Д. Канеман, к примеру, считает, что приставка (суффикс) меняет перцептивную организацию ряда, что отрицательно сказывается на восприятии релевантных элементов. Чтобы доказать свою позицию, он провёл эксперимент, демонстрирующий существование эффекта приставки в зрительной модальности. В рамках гештальтпсихологии А. Бригман провёл серию исследований перцептивной организации звуковых тонов. Он описывает полученные закономерности в терминах классических законов сходства, близости, простоты, хорошего продолжения, вхождения без остатка и общей судьбы.